# Bürgerhaus Koralle

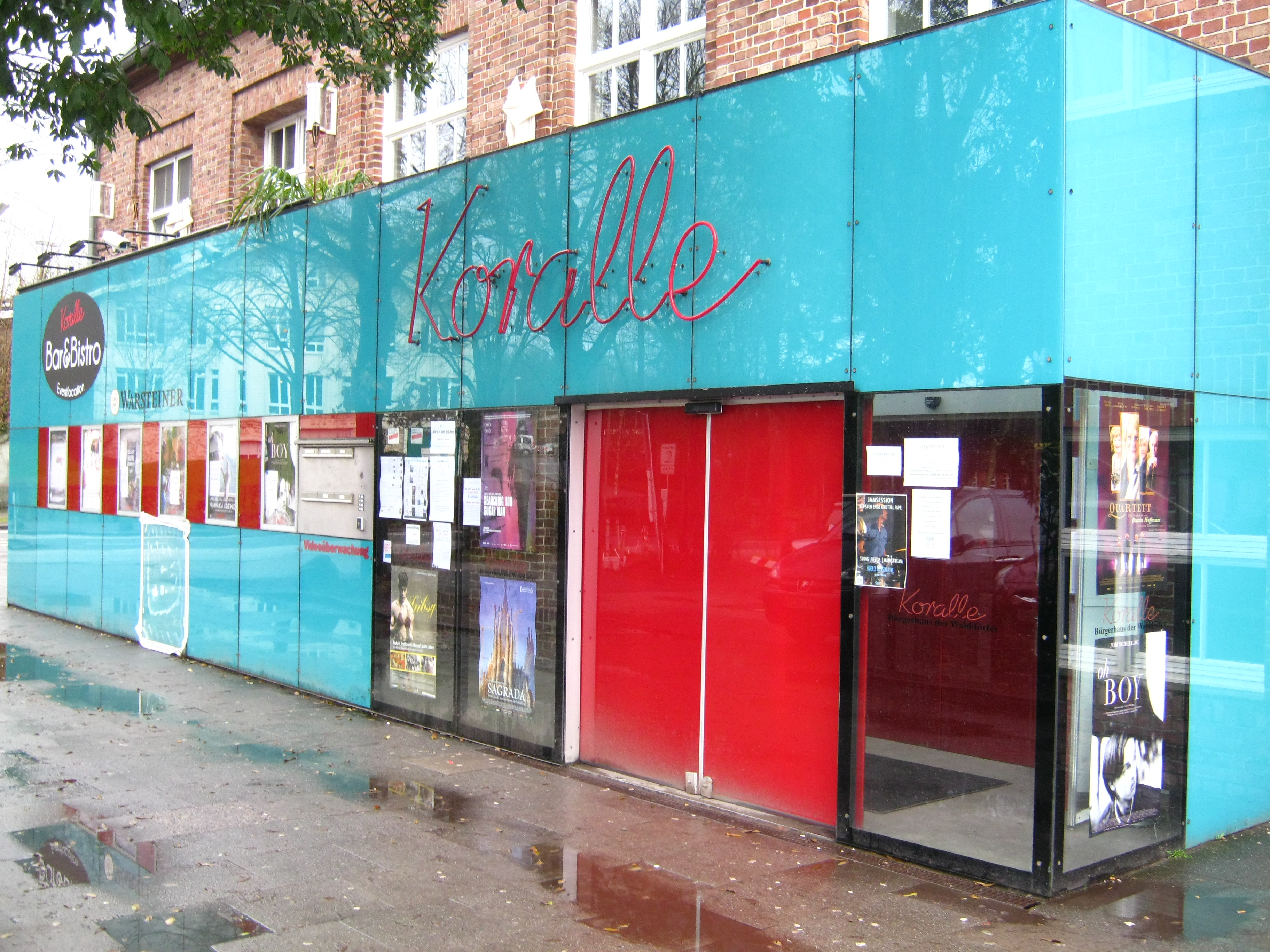
Bürgerhaus der Walddörfer Koralle

Das Bürgerhaus Koralle, amtlich Bürgerhaus der Walddörfer, ist aus einer privaten Bürgerinitiative hervorgegangen und bildet das Zentrum des kulturellen Lebens für den Hamburger Stadtteil Volksdorf und die umliegenden Walddörfer.

## Geschichte
Ende Dezember 1999 wurde das seit 1956 bestehende, beliebte und für die kulturelle Situation des am nordöstlichen Stadtrand von Hamburg gelegenen Stadtteils Volksdorf wichtige Kino „Koralle“ geschlossen. 10.321 Bürger der Walddörfer haben in einer Unterschriftenaktion darüber ihr Bedauern geäußert und sich einen Neuanfang gewünscht. Daraus bildete sich der Förderverein Die Koralle – Stadtteilkultur in Volksdorf e. V. mit dem Ziel, ein neues Kulturzentrum zu schaffen: das Bürgerhaus der Walddörfer.
Die Hilfe von knapp 30 Stiftern und etwa 1000 Einzelspendern führte Ende 2000 zu der „Stiftung Koralle – Bürgerhaus der Walddörfer“. Die Stiftung privaten Rechts mit nahezu ausschließlich privaten Zuwendungen, Stiftungsgeldern und Spenden galt damals als „schnellste Stiftungsgründung Deutschlands“.
Das ehemalige Transformatorenhaus am Volksdorfer Markt aus den 1920er Jahren, das der Fahrstromeinspeisung für die Walddörferbahn (Barmbek nach Ohlstedt/Großhansdorf, heute U1) gedient hatte, wurde mit Hilfe des Stiftungsvermögens nach den Plänen des Volksdorfer Architekten Dieter J. Glienke zu dem Kulturzentrum umgebaut.
Am 6. Juni 2002 weihte Hamburgs Bürgermeister Ole von Beust das Bürgerzentrum offiziell ein. Die „Stiftung Koralle“ betreibt und verwaltet seitdem das Bürgerhaus am Volksdorfer Wochenmarkt.

## Kulturangebot
Das Gebäude liegt direkt am Marktplatz (Kattjahren 1a), drei Minuten vom U-Bahnhof Volksdorf (U1) entfernt.
Es beherbergt das „Koralle Kino“ mit drei Filmtheatersälen, davon einer mit Bühne. Regelmäßig ausgezeichnetes Programmkino wird dort gezeigt. Zudem finden hier kulturelle Veranstaltungen wie zum Beispiel Lesungen statt.
Im Weiteren findet sich in dem Gebäude:
- das „Koralle Bistro“[4] mit Lesungen, Ausstellungen, Brunch, Dinner.
- das „Internetcafé Koralle“ für Freizeitsurfen und PC-Schulungen

Alle Ebenen und Einrichtungen des Bürgerhauses sind barrierefrei erreichbar. In den Kinosälen sind Plätze für Rollstuhlfahrer reserviert. Es gibt behindertengerechte Toiletten im Erdgeschoss und kostenlose Parkmöglichkeiten auf dem Marktplatz vor dem Haus.
Das Zentrum ist offen für Aktivitäten von Jugendlichen, Behinderten, Senioren, anderen Bürgern und Bevölkerungsgruppen oder Einrichtungen.